# Lachnophyllum gossypinum
Lachnophyllum gossypinum là một loài thực vật có hoa trong họ Cúc. Loài này được Bunge mô tả khoa học đầu tiên năm 1851.